# Crystal Palace (Fußballverein, 1861)
Crystal Palace (offiziell: Crystal Palace Football Club) – auch bekannt als The Palatians – war ein englischer Amateurfußballverein aus London. Er wurde 1861 ins Leben gerufen, war zwei Jahre später Gründungsmitglied des englischen Fußballverbands und gehörte zu den 15 ersten Teilnehmern des FA Cups, die für die Erstaustragung in der Saison 1871/72 meldeten. Gegen 1876 wurde der Klub wieder aufgelöst. Vertreter des gegenwärtigen Profiklubs gleichen Namens, der offiziell seit 1905 besteht, sehen sich oft als Nachfolger des historischen Klubs, was aber von Fußballhistorikern angezweifelt wird.

## Vereinsgeschichte

### Historischer Hintergrund

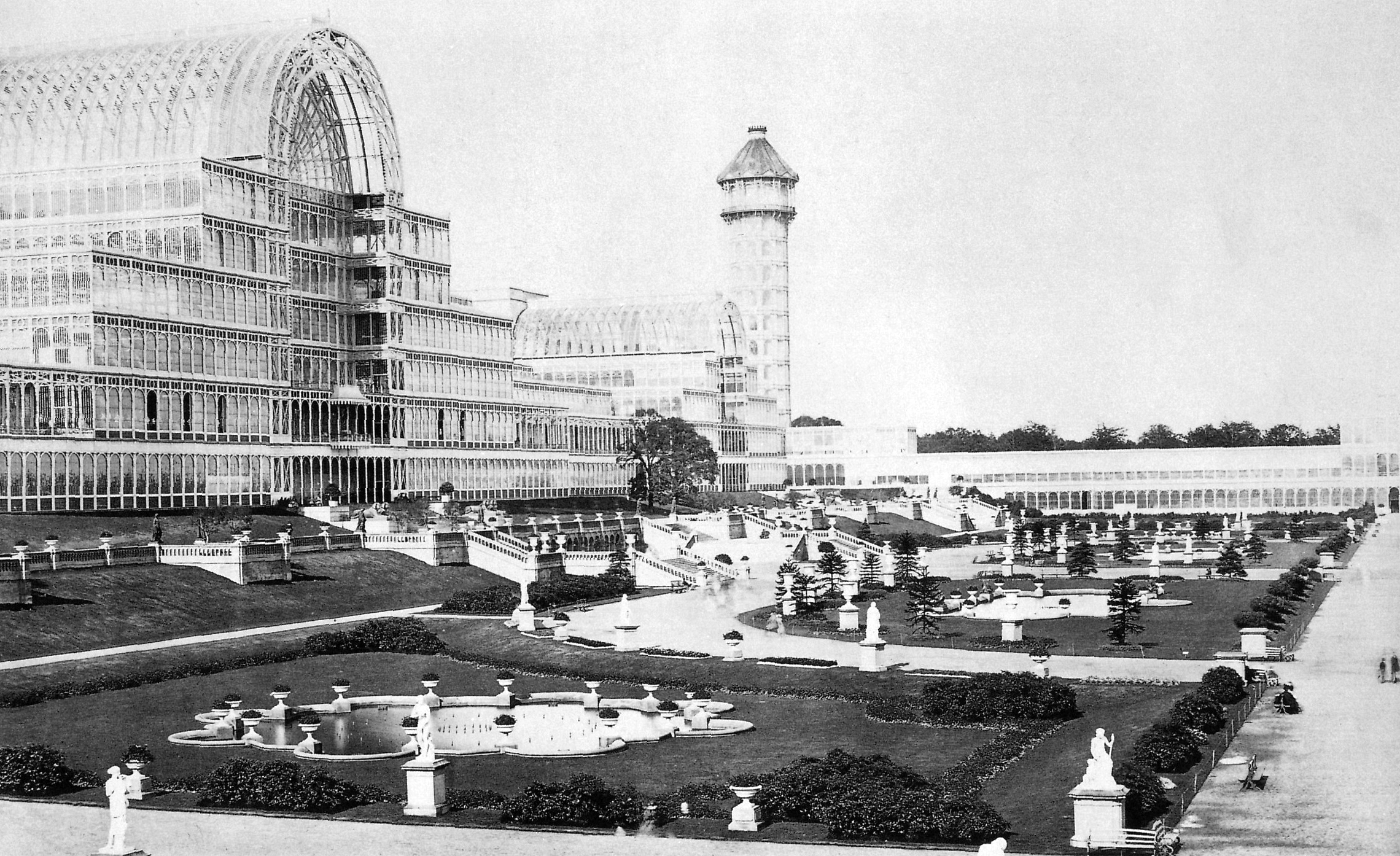
Das Ausstellungsgebäude des Crystal Palace im Jahr 1854 an seiner neuen Stätte Sydenham Hill. Der Fußballklub absolvierte hier seine Partien in zwei Zeiträumen im Crystal Palace Park.

Im Jahr 1854 eröffnete Königin Victoria den Crystal Palace, ein Ausstellungsgebäude in Südlondon, in der Nähe von Sydenham Hill. Dieser war im Jahr 1851 Heimstätte der ersten Weltausstellung im Hyde Park gewesen und dann an seinen neuen Bestimmungsort versetzt worden. Offiziell nahm der „Kristallpalast“ seinen Betrieb 1856 auf und beherbergte im umliegenden Crystal Palace Park diverse Sportanlagen, darunter ein Cricketfeld. Fünf Jahre später formierte sich an selber Stätte ein erster Fußballklub, wobei sich ein Großteil der ersten Spieler aus Mitgliedern des 1857 gegründeten Crystal Palace Cricket Club zusammensetzte.

### Spielstätten
Ursprünglich absolvierte die Fußballmannschaft ihre Spiele auf dem Cricketplatz im Crystal Palace Park. Das erste offiziell verzeichnete Spiel wurde am 5. April 1862 gegen den Forest Football Club bestritten, der sich später Wanderers FC nannte. Zwischen 1864 und 1866 bestritt der Klub seine Partien auf einem Feld hinter der Gaststätte Crooked Billet im Ortsteil Penge. Anschließend vagabundierte Crystal Palace nur noch anlässlich von ausgewählten Spielen und im Dezember 1867 mehrten sich die Spekulationen ob einer anstehenden Vereinsauflösung. Es blieb nur die Rückkehr zum Crystal Palace Park Cricket Ground, wo der Klub bis Mitte der 1870er-Jahre aktiv blieb. Die letzte Heimpartie wurde am 9. Januar 1875 gegen Reigate Priory gespielt. Die restlichen Spiele bis zur Auflösung im Jahr 1876 wurden allesamt auswärts ausgetragen.

### Rolle in der Frühzeit des Fußballs
Crystal Palace war im Jahr 1863 Gründungsmitglied des englischen Fußballverbands (Football Association) und galt nach Aussage des einflussreichen Charles William Alcock neben dem Wanderers FC, dem Barnes FC und dem aus Kilburn stammenden NN Club als das Rückgrat der neuen, nationalen Fußballstruktur. In dem folgenden Jahrzehnt, das prägend für die Entwicklung und Etablierung der Regeln war, arbeitete der Klub aktiv mit und entsendete stetig Delegierte zu den Jahreshauptversammlungen. Beispiele für den Einfluss durch Funktionäre von Crystal Palace waren die Verhinderung sowohl der geplanten Abschaffung der Abseitsregel als auch der Einführung von „Rouges“, einer Art „zweiter Tore“ zur Entscheidung von Remis-Spielständen, jeweils aus dem Repertoire der Sheffield-Regeln.

### Gründungsmitglied des FA Cups
Als sich der englische Fußballverband am 16. Oktober 1971 traf, um über die Einführung des FA Cups zu diskutieren, schlug mit Douglas Allport der Mannschaftskapitän und Vereinssekretär von Crystal Palace die Einführung eines Komitees vor, das die Regeln für den Wettbewerb aufsetzen sollte. Dazu war er Teil einer Delegation, die den Pokal aussuchte und finanzierte. In der Erstauflage des Wettbewerbs in der Saison 1871/72 erreichte Crystal Palace das Halbfinale, in dem die Mannschaft im Wiederholungsspiel an den Royal Engineers scheiterte. Die Neuauflage war nach dem Regelwerk das erste echte Wiederholungsspiel in der Geschichte, da zuvor bei einem Remis vorgesehen war, dass beide Mannschaften in eine nächste Runde einziehen sollten; davon profitierte Crystal Palace zuvor nach Spielen gegen den Hitchin FC und den Wanderers FC. In der Partie gegen die Wanderers hatte Crystal Palace dabei in einem damals innovativen 2-1-7-System gespielt und nicht in der damals üblichen 1-1-8- oder 1-2-7-Aufstellung. Der Klub nahm auch in den folgenden vier Jahren am FA Cup teil, kam dabei aber nicht mehr über die zweite Runde hinaus.

### Niedergang des Klubs

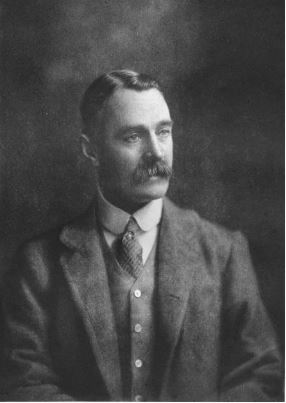
William Broderick Cloete war Spieler von Crystal Palace am 18. Dezember 1875 beim Barnes FC.

Nach dem letzten bekannten Heimspiel am 9. Januar 1875 gegen Reigate Priory (5:0) absolvierte die Mannschaft 16 Auswärtsspiele, darunter die zuletzt registrierte Partie am 18. Dezember 1875 gegen den Barnes FC. Eine für den 4. März 1876 gegen die Westminster School angesetzte Begegnung am Vincent Square scheiterte daran, dass Crystal Palace keine vollständige Mannschaft mehr aufbieten konnte. Noch bis zum Ende der Saison 1875/76 präsentierten sich Spieler als dem Verein zugehörig, aber in der folgenden Spielzeit lief der vormalige Kapitän Charles Eastlake Smith für den Wanderers FC auf.
Erneut sorgte der Verlust der Heimspielstätte dafür, dass der Klub nunmehr 1876 aufhörte zu existieren. Im Januar 1883 scheiterte ein Wiederbelebungsversuch, als eine Mannschaft mit dem Namen „Crystal Palace Rovers“ gegen den Pilgrims FC in Walthamstow antrat, was zu Unstimmigkeiten mit den Funktionären des Kristallpalasts führte.

### Nachfolgerdiskussion
Der aktuelle Profiverein Crystal Palace nimmt für sich in Anspruch, ein Nachfolger des gleichnamigen Originalklubs zu sein. Dabei stützt sich der Anspruch auf die Einschätzung zweier Vereinshistoriker mit Hinweis auf den gemeinsamen Eigentümer/Betreiber in Form der Crystal Palace Company. Dies führt vor allem zu der Folgerung, das Crystal Palace der weltweit älteste Profifußballverein sei, der heute noch existiert.
Dieser Anspruch ist von anderen Fußballhistorikern kritisiert worden und auch der englische Fußballverband hat nach weitgehenden Überprüfungen über das National Football Museum diese Einstufung abgelehnt. Im April 2022 gab die FA Folgendes zu Protokoll: „Unter diesen Historiker besteht ein breiter Konsens, dass es keine substantielle und durchgehende Verbindung zwischen dem Verein Crystal Palace, der 1861 gegründet wurde, zu dem, der 1905 entstand, gibt. Daher werden wir weiter 1861 und 1905 als die Gründungsjahre der Klubs mit dem Namen Crystal Palace anerkennen“.